# Droogleever Fortuynplein
Het Droogleever Fortuynplein is een verkeersplein in de Nederlandse stad Rotterdam in het stadsdeel Centrum. Op dit plein komen de Westzeedijk, 's-Gravendijkwal, Maastunnel en de wegen over de Parksluizen bij elkaar. Het maakt deel uit van de stadsroutes S100 Centrumring, S103 en S114.
Het verkeersplein is in de jaren '40 aangelegd vrijwel gelijktijdig met de bouw van de Maastunnel. Het plein is verhoogd doordat het zich deels op Schielands Hoge Zeedijk bevindt. De naamgever aan het plein is de Rotterdamse bestuurder en zakenman Pieter Droogleever Fortuyn (1868-1938). Nabij het plein bevinden zich onder meer de hoofdingang van het Erasmus MC en de Euromast.
In de noord-zuidrichting loopt de 's-Gravendijkwal die deel uitmaakt van de tunneltraverse naar de Maastunnel onder het plein door. Automobilisten die hiervandaan het plein op willen moeten links voorsorteren. In oostelijke richting sluit de Westzeedijk aan op het plein en in westelijke richting gaat deze dijk verder over de Parkhaven. Indirect sluiten de G.J. de Jonghweg en de Willem Buytewechstraat ook op het plein aan. In de oost-westrichting loopt een tramspoor dat wordt bereden door tramlijn 8.